# Badminton Club
Badminton Club (라켓소년단?, Racket-sonyeondanLR), noto anche con il titolo internazionale Racket Boys, è un drama coreano del 2021. In lingua italiana è stato reso disponibile su Netflix.

## Trama
Il club di badminton della Haenam Seo Middle School è in cattive condizioni. Ra Yeong-ja, una leggendaria giocatrice di badminton, diventa la nuova allenatrice della squadra, aiutando i sedici componenti a partecipare al campionato giovanile.